# Чароит
Чароитът е скъпоценен камък, открит през 1947 г. в Русия и от 1978 г. започва да използва името си като декоративен камък.

## Етимология
Кръстен е на река Чара, където е типовото находище.

## Описание
Цветът му е лавандулов, люляк, тъмно виолетово с бели, сиви и черни жилки. Блясъкът му е стъклен с копринено преливане на цветовете. Твърдостта му е 5 – 6 по скалата на Моос. Структурата на чароитовата скала е своеобразна ивици от чароит обтичат овални включения от фелдшпат и млечен кварц. Образува дребно иглести, криптокристалинни маси и звездовидни агрегати. Примесите от егирин му осигуряват виолетовият цвят и придават на камъка изключителна красота.
Находището му е единствено в Източен Сибир при р. Чара. Има видове от този камък които притежават лилав ефект на котешките очи, а също и видове наречени пейзажни с разновидности с петна от гъсто виолетови и бледозелени цветове с лъчисти черни и златисти звездички. Има поставен лимит за извличането на този камък в размер 100 тона в година с цел защита от изчерпване на запасите му. Затова цената на камъка от година на година расте. За бижутерите този камък е за предпочитане предвид неговите качества за обработка. От него се правят бижута като пръстени, обици, огърлици и копчета. Съществуват над 100 разновидности на камъка, различни по рисунки и цвят. Използват го и за изработка на декоративни предмети като вази, часовници, статуетки и кутии.
Благодарение на широката си цветова гама, чароитът често се използва и в мозаечното пано при поставянето на флорентинската мозайка. Първата си награда камъкът получава на ІХ Московски международен кино фестивал – земният мир от люляков минерал – наградата получили създателите на филма „Дерсу Узала“.
Според астролозите, камъкът притежава и целителни свойства. Дългото гледане на камъка действа успокояващо и лекува нервно напрежение. А носенето на този камък повишава имунитета, усилва паметта и сваля напрежението. Зодиакално съответства на Везните.